# Hellblade: Senua's Sacrifice
Hellblade: Senua's Sacrifice — відеогра жанру action-adventure, розроблена й випущена британською компанією Ninja Theory. Вихід гри відбувся 8 серпня 2017 року на персональний комп'ютерах і PlayStation 4, на Xbox One — 11 квітня 2018 року. Hellblade є великобюджетною інді-грою, розробленою за власні кошти компанії-розробника.
Події гри відбуваються в ранньому середньовіччі та представлені в дусі темного фентезі і психологічних жахів, поєднуючи історичне тло з кельтською і скандинавською міфологією. Її головна героїня, войовниця на ім'я Сенуа, вирушає у подорож у світ мертвих Гельгейм, щоб врятувати з рук богині Гель душі свого загиблого коханця. При цьому через її психічну недугу реальність переплітається з галюцинаціями. Сюжет гри одночасно є метафорою боротьби героїні з психозом який її переслідує.
Гра виявилась комерційно успішною й отримала позитивні відгуки критиків, високо оцінивши атмосферу, звуковий дизайн та оповість у грі, водночас геймплей отримав стриманіші оцінки. Низка оглядачів назвали гру витвором мистецтва, особливо відзначивши незвичайну тему психозу та серйозність підходу розробників до його зображення. Hellblade також привернула увагу преси як інді-гра, що за рівнем графіки і загальною якістю значно переважає інші ігри з цієї ж категорії. Продовження, Senua's Saga: Hellblade II, було випущено у травні 2024 року, і отримало більш стримані оцінки за відсутність справжніх інновацій, незважаючи на технологічний крок уперед.

## Ігровий процес
Впродовж гри Hellblade гравець керує героїнею на ім'я Сенуа з видом від третьої особи. За межами тривалих кат-сцен геймплей Hellblade поділяється на дві частини: мирна взаємодія з оточенням і битви. У сегментах, не пов'язаних з боями, персонаж під управлінням гравця повинен або просто перейти з одного місця в інше, або ж подолати будь-яку перешкоду — наприклад головоломку, вписану в оточення, щоб просунутися далі. Сенуа володіє здібністю «фокусуватися», що дає змогу користуватися магічними силами. Зокрема, у це відображає її вміння бачити світ не так, як інші люди — відшукавши певний ракурс, вона здатна побачити в довкіллі приховані знаки. В грі розкидано ряд рунічного каміння — взаємодія з яким дає можливість почути короткі розповіді про германо-скандинавську міфологію з вуст персонажа Друта, чий голос вчувається Сенуа. В декількох місцях гри з'являються свої унікальні механіки або іспити. Низка головоломок опирається на взаємодію з оточенням — наприклад, в одній такій головоломці Сенуа повинна вибудувати візерунок з тіней, спрямовуючи світло від жаровень смолоскипів, які запалюються смолоскипами, вогонь котрих не повинен згаснути дорогою. Інші іспити накладають на гравця всілякі обмеження — так, в одному з них Сенуа повинна знайти три об'єкти в заплутаному лабіринті, одночасно тікаючи від чудовиська. Коли монстр поблизу, зображення на екрані розмивається, передаючи жах Сенуа і ускладнюючи пошук об'єктів. В іншому іспиті Сенуа повинна якомога акуратніше пробиратися у темряві від одного джерела світла до іншого.
В боях Сенуа з мечем у руках протистоїть одному або декільком супротивникам, котрих необхідно перемогти, щоб просунутися далі. Зазвичай нападає до двох-трьох ворогів одночасно. Сенуа автоматично розвертається до одного з ворогів за вибором гравця; вона може використовувати два види ударів мечем — «швидкий» і «сильний», а також парирувати ворожі удари або ухилятися від них. Удар ногою дозволяє вибити ворога з оборонної стійки; Сенуа також може прискоритися, підбігши до супротивника котрий перебуває на відстані від неї. Здібність Сенуа «фокусуватися» дозволяє їй впродовж певного часу рухатися швидше, ніж її вороги, або розвіювати магічні тіні, які оточують деяких ворогів, роблячи їх невразливими для ударів. Ця здібність стає недоступною на деякий час після її використання і персонаж повинен декілька раз ухилитися від ударів або парирувати їх, щоб вона відновилась. Після отримання чудесного меча Ґрама героїня може «заряджати» зброю, щоб тимчасово збільшити її силу проти ворогів, або ефективніше відбивати удари. Якщо Сенуа отримає від противників тяжкий удар, або кілька ударів поспіль, вона впаде на землю і гравець повинен у динамічний QTE-сцені якнайшвидше натискати відповідну кнопку, щоб не дати ворогу добити героїню. У разі поранення героїня сповільнюється, і навіть звичайний удар може її вбити.
«Чарівне» дзеркало на поясі Сенуа здатне світитися у бою, показуючи готовність Сенуа «сфокусуватися» — це єдиний елемент візуального інтерфейсу гри; окрім того, у Hellblade немає будь-яких індикаторів стану героїні. Замість цього гра покладається на звуковий дизайн: голоси в голові Сенуа дають підказки щодо різних ігрових механік. Так, під час бою голоси можуть попереджати Сенуа, якщо у неї за спиною перебуває ворог. Вони реагують на отримані Сенуа удари — за панічним або спокійним тоном голосів можна судити про те, наскільки небезпечне розташування героїні і скільки ударів вона ще може отримати. Природа супротивників Сенуа, сцен, котрі вона бачить, і супутних голосів у грі однозначно не пояснюється — вона може мати справу як зі справжніми чудовиськами, примарами, створеними надприродною силою, так і власними галюцинаціями. За виключенням голосу Друта, голоси і видіння не завжди дають корисні поради і нерідко покликані заплутувати або залякувати гравця, наприклад, переконуючи його в тому, що героїня йде неправильним шляхом або ось-ось потрапить в пастку. Одна з таких обманних вказівок на початку гри запевняє гравця, що кожна смерть героїні має наслідок, і гравець не зможе продовжити гру, якщо Сенуа гинутиме надто часто. Наближення до остаточної смерті зображається гниллю, котра поширюється по руці Сенуа. Насправді ж це застереження покликане нагнітати страх, а після кожної смерті героїні гра продовжиться з точки збереження.

## Сюжет

### Передісторія
Дія гри відбувається в Північній Європі приблизно у 790 році н. е. В цю язичницьку епоху відбувається прихід скандинавів-вікінгів на Оркнейські острови і зникненням їх попередніх мешканців-кельтів. Се́нуа — войовниця народу піктів; вона направляється в загадкову країну сіверян, Гельгейм і несе з собою відтяту голову свого коханого Ділліона, вважаючи, що зможе повернути його з мертвих. Сенуа переслідують голоси і примари, у тому числі людей з її минулого — ще живого Ділліона; раба-втікача вікінгів Друта, чий голос виступає її провідником у царстві Гель, розповідаючи перекази та міфи вікінгів; і батька, жорстокого друїда піктів Зінбеля. Зінбель вважав психоз Сенуа прокляттям і піддавав дочку мукам, щоб позбавити її від «пітьми»; мати Сенуа, Галена, раніше страждала тим же захворюванням, і Зінбель спалив дружину на багатті живцем. Ділліон, син вождя, був єдиним, хто ставився до Сенуа інакше і полюбив її, але і він став озлоблений на дівчину, коли у селищі піктів спалахнула чума, в ході котрої помер його батько. У відсутність Сенуа, селище було розорено вікінгами, а Ділліона завойовники піддали смертній карі, відомій як «кривавий орел». Героїня переконана, що її улюблений таким чином опинився у владі Гель, богині смерті вікінгів, і Сенуа зможе виторгувати його життя, якщо зустрінеться з нею.

### Дія
Щоб потрапити до Гель, Сенуа під управлінням гравця переборює низку перешкод. Для того, щоб відкрити браму в Гельгейм, Сенуа повинна вбити — у будь-якому порядку двох жахливих воїнів, Сурта і Вальравна (.). Розправившись з ними, Сенуа вступає на міст Г'ялларбру, де її зустрічає сама Гель у вигляді велетки; під час зіткнення з нею меч Сенуа ламається, а Сенуа падає з мосту. Залишившись без зброї Сенуа виходить до дерева, в стовбурі якого стирчить Ґрам — «меч, здатний вражати богів». Сенуа проходить кілька іспитів і отримує право заволодіти Ґрамом.
Вона опиняється в інфернальному місці — Морі Трупів — і проривається звідти з боєм. У підземеллях Гельгейма, Сенуа втрачає голову Ділліона, котра падає на дно глибокої ями, і змушена боротися за неї з жахливим звіром Фенріром, котрого називають у грі Ґарм.
Нарешті, Сенуа вступає в останню битву на чертогах Гель. Цей бій неможливо виграти, і Сенуа, знесилившись, здається на милість Гель, котра заколює героїню Ґрамом. Гель підбирає голову Ділліона і викидає її в прірву — але богиня на краю прірви перетворюється на саму Сенуа. Героїня розвертається і йде; голоси за кадром звучать тихіше і більш умиротворено.
Кінець гри можна інтерпретувати як примирення Сенуа з втратою і смертю Ділліона: героїня визнає, що повернути його до життя неможливо. Наостанок, Сенуа ламає «четверту стіну» і запрошує гравця слідувати за нею, адже в неї є ще «історії, які вона хоче розповісти».
У грі наявне доповнення до кінцівки — остання зустріч Сенуа з Друтом, котру можна розкрити, знайшовши всі «каміння знання», заховані у світи гри. Друт визнає, що брехав героїні: він від самого початку був надісланий до вікінгів, щоб укласти мир, але під катуваннями зрадив свій народ. Він також описує «людину в чорному», яка зрадила піктів з власної волі — цей опис сильно нагадує батька Сенуа.

## Розробка
Hellblade: Senua's Sacrifice є «інді-грою AAA-класу», тобто великобюджетною грою, створення котрої було профінансовано студією-розробником за власний кошт; ця практика зазвичай застосовує до малобюджетних ігор. Зі слів менеджера Ninja Theory Домініка Метьюса, аби Hellblade окупилася, студії необхідно було продати лише кілька сотень тисяч копій гри — набагато менше, ніж для других AAA-ігор. 2014 року розробники стверджували, для цього достатньо 200—300 тисяч копій гри.
Рішення вести розробку за власний кошт було пов'язано з великими фінансовими ризиками, але дозволило Ninja Theory зберегти повний контроль над творчим процесом. У минулому Ninja Theory розробляла великобюджетні ігри за рахунок видавців, однак піддавалася великому тиску і втручанню у творчий процес з їхньої сторони. По згадкам Метьюса в інтерв'ю виданню PC Gamer, за часів розробки невипущеного проєкту під назвою Razer представники видавця вимагали вводити у гру «модні» елементи на кшталт багатокористувацької гри або сумісність з мобільними пристроями, а також висміювали ідею зробити сюжет гри людянішим в порівнянні з іншими, пояснюючи «Та кому взагалі захочеться грати звичайною людиною, а не космічним десантником?». Ухваливши рішення займатися розробкою самостійно, співробітники Ninja Theory надихалися успіхом таких оригінальних інді-ігор, як The Stanley Parable, Everybody's Gone to the Rapture і навіть Goat Simulator; зі слів Метьюса, «ми споглядали на ці інди-ігри з заздрістю».
Hellblade задумувалась як гра менших розмірів порівняно з типовою AAA-грою, з коротшим часом проходження — від 7 до 9 годин — і такою, що буде продаватися по суттєво нижчій ціні, суто коштами цифрової дистрибуції. Якби гра розроблялася в звичайному порядку і продавалася за звичайну для західних країн ціну в 60 доларів, розробникам довелося би подовжити її тривалість до 12-15 годин.
Юг Жибуар, котрий раніше працював над Heavenly Sword, але залишивши Ninja Theory декількома роками раніше, повернувся в студію для роботи над даною грою. Вона була анонсована на прес-конференції виставки Gamescom 2014, де показали дебютний трейлер. Версія для ПК була оголошена у січні 2015: розробники обіцяли 4K-роздільність, а також підтримку модифікацій. 10 червня 2015 показали перший геймплейний трейлер гри. До березня 2016 року гра була відома просто як Hellblade; пізніше розробники додали до назви підзаголовок Senua's Sacrifice. 1 грудня 2016 року студія Ninja Theory оголосила про те, що Hellblade: Senua's Sacrifice не вийде у 2016 році, як планувалося, реліз гри був відкладений на 2017 рік. Це перенесення було пов'язано з деяким іншим скасованим проєктом студії, на котрий також довелося витратити час та й розробники вважали, що Hellblade «недостатньо чудова» для випуску в оголошену раніше дату.
Бойова система гри була перероблена по ходу розробки і первісно більше нагадувала попередні ігри Ninja Theory: камера повинна була перебувати далі від персонажа, а бої побудували на відбитті атак з різних сторін. Пізніше розробники прийняли рішення наблизити камеру до персонажу, щоб домогтися особистішого сприйняття того, що відбувається з гравцем; нова бойова система, розроблена дизайнером Хуаном Фернандесом, була створена на поєднанні простих дій, що можуть бути вибудовані у довгі комбінації ударів. Відповідна анімація була відпрацьована у студії захвату рухів з участю каскадерів.
Критики відзначають, виразне музичне оформлення є однією з найсильніших сторін гри. Над музикою Hellblade: Senua's Sacrifice працював композитор Девід Гарсіа. Атмосферу бойових сцен також допомагають створювати треки Енді Ла Плагуа, лідера гурту Combichrist.

### Захоплення руху
Спілкування персонажу з гравцем здійснюється не тільки через мову, але і невербально, через анімацію і рухи. Щоб зробити їх правдоподібними, так, аби Сенуа реалістично зображала страх або рухалася у воді зі спротивом, застосовувалася технологія захоплення руху — для цього розробники збудували власну недорогу студію. Ninja Theory вже мали багатий досвід роботи з захопленням руху — ця студія одна з перших в індустрії використала технологію, розроблену новозеландською компанією Weta Digital, при створенні гри Heavenly Sword (2007). Бюджет Hellblade не дозволяв користуватися надмірно дорогими розробками інших компаній або залучати до роботі десятки людей, тому при створенні гри розробники експериментували з різноманітним саморобним обладнанням, таким як установка з кількох екшен-камер GoPro, шолом для крикету з закріпленої вебкамерою або система освітлення, влаштована у горщику для квітів та керована комп'ютером Raspberry Pi з самостійно написаним розробниками кодом; Антоніадес описував ці експерименти як «битву… крадіжку, запозичення, винахідництво [ідей]». У кінцевому випадку для облаштування студії захоплення руху був використаний очищений від меблів конференц-зал у будівлі Ninja Theory, камери Bonita компанії Vicon, жердини з меблевого магазину IKEA і дешеві РК-телевізори.
Система, вибудувана Ninja Theory на основі технологій Epic Games, 3Lateral, Cubic Motion, IKinema і Xsens в цілому за 8 тижнів, була представлена на конференції розробників відеоігор Game Developers Conference у 2016 році, а також на конференції аніматорів FMX у Німеччині. Вона була в стані не тільки здійснювати захват рухів, але і мала можливість у реальному часі відображати вже змодельовану анімацію коштом ресурсів рушія Unreal Engine 4 — таким чином, коли каскадери зображали поєдинок у студії, на екранах можна було паралельно спостерігати битву моделей Сенуа і її противника-вікінга у декораціях гри.

### Дизайн героїні
Тривимірна модель героїні Сенуа була створена за допомогою тривимірного сканування; сербська компанія 3Lateral за допомогою власної технології фотограмметрії створила тривимірну копію особи співробітниці Ninja Theory Меліни Юргенс. Меліна, будучи відеоредактором студії, озвучила Сенуа, а також слугувала моделлю для її зовнішності і анімації міміки. Початкова концепція Таміма Антоніадеса, Сенуа не повинна була бути типовою героїнею на кшталт Диво-Жінки — «вона не сексапільна, не горда, не героїчна, не миленька і не худенька», і артдиректор студії Алессандро Таїні кілька раз переглядав дизайн героїні у відповідності з цими вказівками. Як людина, котра все життя провела в мандрах і боях, Сенуа повинна була мати натреновані м'язи рук, плечей і спини, показуючі фізичну силу, але не симетричні, як у бодібілдера, а розвиненіші з одного боку Юргенс протягом півтора місяців займалася в тренажерному залі, щоб скинути зайву вага і набрати м'язи; щоб домогтися при створенні моделі Сенуа реалістичнішої структури і анімації м'язів, розробники також відсканували за допомогою системи Artec Eva тіло іншої жінки, фітнес-тренера Віккі Вайлд. Надзвичайно пропрацьована модель персонажу була доповнена іншими деталями, такими як морщинки, шрами, навіть папіллярні узори на пальцях. По словам Антоніадеса, такі зусилля були здійснені розробниками тому, що Сенуа є по суті єдиною героїнею у грі, і необхідно було, щоб гравець сприймав її як реальну людину.
Сенуа належить до народу піктів; деталі її зовнішності відсилають до історичних описів кельтських народів — так, пікти прикрашали себе з допомогою синьої фарби з рослини вайди, і для зовнішності Сенуа був обраний найпростіший малюнок, котрий вона могла би нанести на себе сама. Зачіска у вигляді дредів — данина згадки про те, що кельти мастили волосся вапном; яскраві прикраси у волоссі є вже власним додатком дизайнерів з бажання урізноманітнити зачіску героїні. Налобна прикраса покликана нагадувати про те, що героїню переслідують голоси-галюцинації, і вона використовує цей предмет як свого роду захист. Комір виконаний з вовчого хутра; фібула, що кріпить його, має особливе значення — вона нагадує меч, вказуючи на статус Сенуа як войовниці. Зі слів Таміа Антионідеса, такі фібули вкрай цінувалися як кельтськими жінками, так і вікінгами. Сенуа носить на поясі мішок з відтятою чоловічою головою — це голова її коханого Ділліона, що на переконання Сенуа, містить в собі душу мерця. Інший важливий предмет, дзеркало з відполірованого заліза, було змодельовано за зразком реального кельтського дзеркала. Тартановий орнамент на одягу Сенуа також  відноситься до кельтської пори; по словам менеджера Ninja Theory з виробництва Домініка Метьюса, дизайнери використали для сканування зразок домотканої матерії, створений за подобою стародавньої тканини, причому один зі співробітників студії дав своєму собаці порвати тканину, щоб надати їй пошарпанішого вигляду.

### Зображення психозу
Важливою складовою гри є безумство героїні: Сенуа сприймає навколишній світ крізь призму свого психозу. Щоб більш достовірно передати стан Сенуа, розробники залучили у якості консультанта професора Кембриджського університету Пола Флетчера; для опрацювання використовувалися архівні матеріали по психіатрії 1960-х років, що містять особистий досвід людей з ранніми стадіями психозу. У інтерв'ю сайту VentureBeat Тамім Антоніадес відзначав, психоз і фантазія та їх зв'язок з міфологією були головними темами гри з самого початку розробки: розуміючи, що гра може викликати сильну негативну реакцію з боку публіки, якщо психоз буде зображений у ній неправильно, розробники постаралися серйозно віднестися до його відображення. Відповідаючи на зауваження інтерв'юера про те, що розробники відеоігор частіше наділяють психозами лиходіїв, а не протагоністів, Антоніадес зазначив, люди часто змішують психоз і психопатію, вважаючи, що психоз робить людину небезпечною; таке зображення психозу в масовій культурі, на його думку, завдає шкоди людям, котрі дійсно потерпають від психозу, змушуючи їх приховувати свій стан. Гра задумувалась як засіб дати можливість другим людям пережити те, чого відчуває людина з психозом.
Розробники знайшли Флетчера пошуком у Google і запросили його у студію. Студія також зв'язалась із благодійним фондом Wellcome Trust, котрий надав Ninja Theory грант на спільну розробку у розмірі 500 тисяч фунтів — ці гроші пішли на привернення Флетчера та інших психологів для достовірного зображення психозу. Однією з важливіших організацій, яка співпрацювала з Ninja Theory, була Recovery College East — британська організація, що надає допомогу людям з психозами. Керівник цієї організації Трейсі Тінджі влаштувала відвідування студії для декількох пацієнтів з особистим досвідом психозу і душевних хвороб — розробники продовжували співпрацювати з цими людьми і надалі, кожні два-три місяці влаштовуючи нові зустрічі і демонструючи матеріали гри. Студія підтримувала контакти і з іншими організаціями, у тому числі Voice Collective, товариство «слухачів голосів» — людей, котрі відчувають слухові галюцинації, але не визнають цей стан психічною хворобою; а також декількома окремими людьми, котрі визнавали себе важкохворими. Всі ці зв'язки й зустрічі сталі можливими завдяки допомозі Флетчера — «наставника» проєкту у частини зображення психозу — і фінансуванню з сторони Wellcome Trust.
Ідеї Флетчера використовували для внесення до гри різноманітних тривожних і деколи лякаючих деталей. Один з основних видів головоломок у грі — пошук у оточенні прихованих фігур — «рун» — заснована на однім із досліджень Флетчера, де було показано, що схильні до психозу люди схильні вбачати зображення у випадковому візуальному шумі. По словам Антоніадеса, ця здібність сама по собі не є ознакою психічної хвороби — це природна частину людського сприйняття світу; тем не менш, у людей з висловленим психозом вона дуже виражена. У грі є сцена з деревами, котрі хитаються у такт руху ігрового персонажа — це переосмислення ідеї про те, що вражені психозом люди можуть вбачати певний розумний умисел у випадкових природних явищах. Задачею розробників було створення атмосфери тривоги, коли гравець — як і сама Сенуа — бачив би у найбуденніших речах провісники чогось жахливого. Слухові галюцинації Сенуа грають велику роль у грі — героїня постійно чує голоси, далекі або шепочучі прямо в ухо; щоб досягти бажаного ефекту, розробники використали метод бінаурального запису звуку.

### Випуск
Гра Hellblade була початково випущена для Microsoft Windows і PlayStation 4 8 серпня 2017 і поширювалася суто за посередництва цифрової дистрибуції Раніше планувалося, що гра вийде тільки на PlayStation 4 і певний час буде ексклюзивною для цієї консолі. 11 квітня 2018 року була випущена версія для консолі Xbox One, причому для моделі Xbox One X були передбачені налаштування поліпшеної графіки. 31 липня 2018 року у гру був доданий режим віртуальної реальності з підтримкою шоломів HTC Vive і Oculus Rift. На грудень 2018 року запланований вихід фізичний копій для ігрових консолей PlayStation 4 і Xbox One. Видавцями гри повинні виступити компанії 505 Games і Microsoft відповідно.

## Оцінки й відгуки
| Агрегатор    | Оцінка                    |
| ------------ | ------------------------- |
| GameRankings | 84,00% (PC) 82,12 % (PS4) |
| Metacritic   | 83/100 (PC) 82/100 (PS4)  |

| Видання                   | Оцінка |
| ------------------------- | ------ |
| Destructoid               | 7,5/10 |
| Electronic Gaming Monthly | 8,5/10 |
| Game Informer             | 8/10   |
| GameSpot                  | 8/10   |
| IGN                       | 9,0/10 |
| PC Gamer (США)            | 78/100 |
| VideoGamer.com            | 9/10   |
| Игромания                 | 8,0/10 |

Згідно агрегатора Metacritic, гра отримала переважно позитивні оцінки критиків. Серед найсильніших сторін гри оглядачі називали вибір і втілення незвичайної і цікавої теми — відображення психозу, а також сполуку особової історії Сенуа зі скандинавською міфологією; особливих згадок були удостоєні акторська гра Юргенс, насичена атмосфера, візуальний і звуковий дизайн гри, а також незвично низька для AAA-ігри ціна, і навпроти, незвичайно високий для інді-ігри рівень графіки і якість гри у цілому. стриманіші відгуки отримали бої і головоломки — деякі оглядачі назвали бої у грі занадто спрощеними і одноманітними, позначили, що в грі замала різноманітність ворогів, а головоломки часто зайві.
Брандін Тіррел, оглядач IGN, схарактеризував гру як «майстер-клас» з точки зору створення атмосфери, оповіді і сполуки механічного й концептуального дизайну, позначивши ту увагу, яку розробники приділили персонажу Сенуа та її історії, створивши «дещо вражаюче». Тіррел назвав Hellblade: Senua's Sacrifice грою, у котру повинен зіграти кожен; деякі нарікання викликали бої — радше вставки до оповіді, ніж ключовий елемент гри. На думку Джо Джубі, оглядача Game Informer, Hellblade: Senua's Sacrifice — з виглядом серйозної і тяжкої теми, котру чимало вважали б табуйованою — не цілком доречно називати розвагою, однак вона, безумовно, здатна здивувати гравця і надовго запам'ятатися. За словами Джуби, як дослідження світу, так і бої Hellblade свідомо використають фрустрацію самого гравця — тут Hellblade постає не вельми хорошою грою, але продовжує вражати як твір інтерактивного мистецтва.
Олексій Пилипчук з «Игромании» схарактеризував гру як експеримент — спробу маленької команди «за копійки» створити гру AAA-рівня; він назвав сильними сторонами гри емоції героїні, занурення в світ Сенуа і атмосферу «цілковитого, справжнього божевілля», а слабкими — незручну камеру, дизайн рівнів і загалом відсутність «родзинки й глибини» у геймплеї. Гра, навіть будучи «справжнім подвигом» розробників, все ж поступається AAA-іграм у плані поліровки, постановки і кількості деталей. Артемій Котов з DTF підкреслив, Hellblade — лише почасти hack and slash або симулятор ходи; на його думку, направду це психологічний горрор, у котрий потрібно грати «в самотності, темряві і обов'язково у хороших навушниках». Котіов також особливо позначив кінцівку гри — «одну з найяскравіших відвертих» на його пам'яті.

### Продажі
Hellblade очолила рейтинг продаж на PlayStation 4 у серпні 2017 року. Осінню 2017 року Ninja Theory оголосила, всі доходи від продаж гри за 10 жовтня (Всесвітній день психічного здоров'я) будуть передані британському благодійному фонду Rethink, котрий спеціалізується на допомозі людям з психічними розладами. До цієї акції був випущений спеціальний трейлер гри. Продажі гри окупили її розробку і почали приносити чистий зиск приблизно через три місяця після випуску — це було приємним сюрпризом для розробників, котрі вважали, на це знадобиться 6-9 місяців. До кінця листопада 2017 року було продане 500 тисяч копій гри у сукупності на двох платформах — Windows і PlayStation 4; до червня 2018 року, після виходу гри і на Xbox One, сукупні продажі на всіх трьох платформах перевищили 1 мільйон копій.

### Нагороди і премії
У онлайн-голосуванні Global Game Awards 2017 Hellblade: Senua's Sacrifice посіла перше місце у номінації «Найкраща інди-гра» і друге місце в номінації «Найкращий звук». У церемонії нагородження The Game Awards у грудні 2017 року гра брала участь у п'ятьох номінаціях і виграла у трьох з них — «Найкращий звуковий дизайн», «Найкраща акторська гра» для Меліни Юргенс, котра виконувала роль Сенуа, а також «Гра, що вплинула на світ» за зображення душевної хвороби; гра з'являлася також у номінаціях «Найкраща інди-гра» і «Найкращий сюжет». Гра також отримала ряд номінацій у рамках нагородження Best of 2017 Awards, проведеного IGN, у тому числі «Найкраща гра для ПК», «Найкраща гра для PlayStation 4», «Найкраща гра у жанрі Action-Adventure», «Найкраща графіка», «Найкращий сюжет» і «Найінноваційніша гра». На церемонії Golden Joystick Awards гра була наявна в номінаціях «Найкращий звук», «Найкраща акторська гра», «Прорив» для Меліни Юргенс і «Студія року» для Ninja Theory. На церемонії нагородження Міжнародної асоціації незалежних розробників відеоігор (TIGA) Hellblade посіла перше місце у номінації «Найкраща гра у жанрі Action-Adventure», а також була висунуті у номінаціях «Найкращий звуковий дизайн» і «Найкращий візуальний дизайн». На 45-й церемонії вручення премії «Енни» гра і аніматори Кріс Гудолл, Тхек Лім і Кірилл Спиридонов були висунуті у номінації «Видатні досягнення у анімації персонажа у відеогрі». Ще до виходу гри команда розробників гри, у тому числі Антоніадес і Юргенс, здобула нагороду «Найкраща графіка у реальному часі та інтерактивність» на конференції SIGGRAPH у 2016 році — основою для цього стала демонстрація представленої на конференції технології «кінематографії у реальному часі», коли представники Ninja Theory продемонстрували захоплення руху у реальному часі й тут ж показали відповідний анімації у готовому вигляді в демонстраційній версії гри — при створенні такої анімації традиційний способами знадобилися б тижні або місяці. Сайт Eurogamer помістив гру на 9 місце у своєму списку 50 найкращих ігор 2017 року, EGMNow — на 19 місці у своєму 25 найкращих ігор 2017 року.
На церемонії нагородження New York Game Awards 2018 гра здобула нагороду «Великий білий шлях» за найкращу акторську гру у відеогрі, і також була номінована на «Статуя Свободи» за найкращий віртуальний світ у відеогрі. Game Developers Choice Awards в номінаціях «Найкращий звук», «Найкращий сюжет» і «Найкращі технології», а також «Видатне досягнення в режисурі», «Видатне досягнення в анімації», «Видатне досягнення у розробці персонажів» для героїні Сенуа, «Видатне досягнення у створенні сюжету» і «Видатне технічне досягнення» на премію D.I.C.E. Awards, що присуджується Академією інтерактивних мистецтв і наук і в номінаціях «Найкращі спецефекти», «Найкращі технологічні досягнення», «Найкращі візуальні досягнення», «Найбільш багатообіцяючий новий IP», «Найкращий сюжет» і «Премія Метью Крампа за культурні інновації» на церемонії нагородження SXSW Gaming Awards у 2018 році.
Гра отримала 1-е місце в номінації «Пригоди року» російського журналу «Игромания» і 4-е місце в номінації «Гра року» того ж журналу. Також гра отримала 1-емісце в номінації «Гра року» російськомовного ресурсу DTF.
Hellblade: Senua's Sacrifice отримала премію BAFTA у області ігор 2018 роки у номінаціях «Artistic Achievement», «Audio Achievement», «British Game» і «Game Beyond Entertainment».

### «Незворотна смерть»
Невдовзі після початку гри Сенуа піддається прокляттю — її права рука покривається «гниллю», що поширюється вдовж кінцівки щоразу, коли персонаж помирає. При цьому гравець отримує попередження про те, що гра закінчиться, якщо «гниль» дістанеться до голови Сенуа. Це попередження легко розтлумачити як обмеження на кількість смертей персонажа: якщо Сенуа помиратиме більше визначеної кількості разів, прогрес гравця буде видалено, і проходження доведеться почати з самого початку. Однак, це попередження є хибним : вже у день виходу гри ігрові сайти PCGamesN (.) і Eurogamer повідомили, що розповсюдження «гнилі» призупиняється і відновлюється на визначених етапах ігри, і в підсумку ніяк не може досягти голови Сенуа, скільки б персонаж не гинув. Хоча розробники гри фактично обманюють гравця, змушуючи гру виглядати складнішою, ніж очікується, ряд оглядачів висловились щодо цього рішення. Так, оглядач PC Gamer Рід Маккартер назвав загрозу незворотної смерті «чудово виконаним взірцем наративного дизайну» і «сучасним втіленням прийому ненадійного оповідача». Бен Баррет з сайту PCGamesN, оголошуючи грізне попередження «блефом», одночасно підкреслив, воно добре узгоджується з основним посилом гри, «страхом Сенуа перед її ворогами і розпадом психіки». Схожим чином Веслі Ін-Пул з Eurogamer підкреслив, що загроза незворотної смерті, навіть будучи блефом, змушує гравця боятися під час гри — а оповідь у Hellblade обертається саме навколо тем жаху, тривоги і смерті, тож ця погроза вписується в гру.